# Natalja Jurjewna Tschmyrjowa
Natalja Jurjewna Tschmyrjowa (russisch Наталья Юрьевна Чмырёва, englisch Natasha Chmyreva; * 28. Mai 1958 in Moskau; † 16. August 2015 ebenda) war eine sowjetische Tennisspielerin. Sie galt in den 1970er-Jahren als Wunderkind ihres Sports und debütierte im Alter von nur 14 Jahren in der Seniorinnen-Konkurrenz bei den French Open 1973. Später gewann sie unter anderem drei Grand Slam-Juniorenturniere, eine Goldmedaille bei der Sommer-Universiade, einen sowjetischen Meistertitel und spielte sich bis ins Halbfinale der Australian Open. Infolge sportpolitischen Gegenwindes und dadurch bedingter Rückschläge – sie stand mit ihrer stark betonten Individualität den Ideen des sowjetischen Verbandes gegenüber – beendete sie früh und ohne größere Erfolge als Profi ihre Karriere.

## Leben

### Privatleben
Tschmyrjowa kam als Tochter des Leichtathletiktrainers Juri Tschmyrjow und dessen Frau Swetlana Sewastianowa, die Geschäftsführerin und Trainerin der Tennissparte des Sportklubs Dynamo war, zur Welt. 1975 immatrikulierte sie sich für ein Studium des Journalismus an der Lomonossow-Universität Moskau, das sie 1985 abschließen konnte. Im Jahr 2005 wohnte sie noch bei ihren Eltern in einem Moskauer Appartement.

### Sportkarriere
Tschmyrjowa erlernte das Tennisspielen im Alter von sieben Jahren. Ihre sportpädagogisch versierten Eltern erkannten bereits früh ihr großes Talent und förderten sie. Bald galt das Mädchen als russisches Wunderkind und neue Nachwuchshoffnung. Tatsächlich konnte sie diesen Erwartungen zunächst gerecht werden. Insbesondere auf Hartplätzen zeigte sie beeindruckende Leistungen. Tschmyrjowas Spiel war sehr aggressiv und risikoreich und speziell auf Netzangriffe ausgerichtet. Dabei konnte sie ihre größte Stärke, das Serve-and-Volley-Spiel, zur Perfektion entwickeln. Darüber hinaus verfügte sie über ein außerordentliches Ballgefühl und war sehr athletisch. Semjon Beltis-Geiman, der berühmte Theoretiker des sowjetischen Tennis und Hochschuldozent, unterstützte sie. Er sah in ihr die Personifikation der idealen Tennisspielerin. Bereits im Alter von 14 Jahren debütierte Tschmyrjowa auf dem Virginia Slims Circuit 1973, dem Vorläufer der WTA Tour als weltweit höchster Damentennis-Turnierserie. Während sie bei den French Open im Mixed und im Einzel jeweils in der ersten Runde ausschied, wurde sie bei den knapp einen Monat später stattfindenden Wimbledon Championships trotz erfolgreicher Qualifikation nicht zur ersten Runde der Einzelkonkurrenz zugelassen, da die Veranstalter sie für zu jung hielten. Nachdem sie infolgedessen 1974 zu keinem Grand-Slam-Turnier angetreten war, begann ihr Stern 1975 endgültig aufzugehen: Bei ihrer ersten und zugleich auch einzigen Teilnahme im Einzel bei den Australian Open musste sie sich erst im Halbfinale Martina Navrátilová geschlagen geben. Ferner gewann sie in jenem Jahr die Junioren-Turniere in Wimbledon und bei den US Open. Den Wimbledon-Triumph konnte sie 1976 sogar wiederholen, in der Seniorenkonkurrenz spielte sie sich bis ins Achtelfinale und bei den US Open ins Viertelfinale. Auch im Doppel erreichte sie bei den US Open 1976 das Viertelfinale. Im April gleichen Jahres hatte sie bereits an den Virginia Slims Championships (gleichbedeutend mit den heutigen WTA Tour Championships) der 16 bestplatzierten Tennisspielerinnen der Saison in Los Angeles teilgenommen. Im Gegensatz zu vielen anderen jungen Spielerinnen übernahm Tschmyrjowa nicht den Stil der berühmten Chris Evert. Stattdessen schlug sie die Grundlinienspezialistin zweimal während der World-TeamTennis-Saison 1977. Es sollte allerdings ihr letzter aktiver Aufenthalt in den Vereinigten Staaten werden: Im Vorfeld der Olympischen Sommerspiele 1980 in Moskau wurde den sowjetischen Spielern vom nationalen Verband jede Teilnahme an Turnieren untersagt, an denen auch südafrikanische Spieler teilnahmen. Man befürchtete andernfalls auf Grund des Apartheid-Konfliktes einen Boykott der schwarzafrikanischen Nationen. Tschmyrjowa letztes Turnier dieser Serie war jenes in Washington, D.C. In der ersten Runde des Doppels wurden ihr und ihrer Partnerin Olga Morosowa südafrikanische Gegnerinnen zugelost. Als Ausrede zur Begründung eines Nicht-Antritts erfand man Magenschmerzen, die Tschmyrjowa angeblich plagten. Im Einzel hätte sie in der zweiten Runde gegen eine Südafrikanerin spielen müssen. Sie trat auch zu diesem Spiel nicht an und musste sich bei der anschließenden Pressekonferenz sichtlich nervös erklären und lügen. Zu diesem Zeitpunkt stand die 18-Jährige auf Platz 13 der Weltrangliste. Ein Jahr darauf gewann sie den sowjetischen Meistertitel im Einzel. In Anerkennung ihrer spielerischen Leistungen wurde sie auch in das sowjetische Federation-Cup-Team berufen. Mit diesem erreichte sie bei den Austragungen 1978 und 1979 jeweils das Halbfinale.
Bereits in ihrer Jugend war Tschmyrjowa für ihr eigenwilliges Verhalten und ihre Nonkonformität bekannt. Sie trat – bedingt durch ihre Erziehung und das Wissen um ihr Talent – außerordentlich selbstbewusst auf und hielt sich nie mit eigenen Meinungsäußerungen zurück. Diese individuelle Freiheit spiegelte sich auch in ihren Outfits wider: Sie trug oftmals auffallend grell kontrastierende Farbkombination, spielte als erste russische Tennisspielerin auf der Profi-Tour ohne BH und trug nach dem Vorbild US-amerikanischer Spielerinnen ein Haarband – angelehnt an den Kopfschmuck der Indianerinnen. Mit diesen teils einkalkulierten Tabubrüchen schockte sie bisweilen die konservative Moskauer Sportgesellschaft. Mit ihrem Verhalten passte sie nicht in das politische Sportsystem der Sowjetunion – im Gegensatz beispielsweise zur angepassten Olga Morosowa. 1979 hatte sie noch die Möglichkeit, zur Sommer-Universiade nach Mexiko-Stadt zu reisen. Dort sicherte sie sich gegen ihre Landsfrau Jewgenija Birjukowa die Goldmedaille im Einzel und erspielte an deren Seite im Damendoppel Bronze. Wegen dortiger angeblicher Verstöße gegen mannschaftsinterne Regeln – sie hatte sich der strengen Aufsicht der sowjetischen Offiziellen entzogen und wollte auch keine Rechtschaffenheit darüber ablegen, wo sie sich zu welchem Zeitpunkt aufgehalten hatte – wurde sie im Anschluss für ein Jahr vom Spielbetrieb suspendiert und auch aus dem sowjetischen Federation-Cup-Team ausgeschlossen. Diese Maßnahme war aus sportlicher Sicht umso unglücklicher für Tschmyrjowa, da sie sich in einer ausgezeichneten Form befand und 1980 alle inländischen Winterturniere gewinnen konnte. Zwar endete ihre Sperre kurz nach den Olympischen Spielen, doch zu diesem Zeitpunkt übernahm Olga Morosowa als Cheftrainerin die russische Damen-Tennismannschaft und sortierte Natalja als eine ihrer ersten Maßnahmen aus. Sie sollte nur noch Trainingspartnerin anderer junger Spielerinnen sein. Da es zur damaligen Zeit für sowjetische Spieler keine andere Möglichkeit an professionellen Turnieren im Ausland teilzunehmen gab, als Mitglied des Nationalteams zu sein, brach für Tschmyrjowa jegliche sportliche Perspektive weg. Im Alter von 25 Jahren beendete sie ihre Karriere.
Tschmyrjowas Doppelpartnerinnen im Laufe ihrer Karriere waren unter anderem die Portugiesin Deborah Fiuza, die Russinen Marina Kroschina und Jewgenija Birjukowa sowie die Britin Sue Barker. Im Mixed standen ihr unter anderem die Russen Wadim Borissow, Alexander Bogomolow und Teimuras Kakulia zur Seite.

## Abschneiden bei Grand-Slam-Turnieren

### Titel bei Grand-Slam-Juniorinnenturnieren
| Nr. | Datum | Turnier                 | Kategorie           | Belag | Finalgegnerin    | Ergebnis      |
| --- | ----- | ----------------------- | ------------------- | ----- | ---------------- | ------------- |
| 1.  | 1975  | Wimbledon Championships | Grand Slam – Jugend | Rasen | Regina Maršíková | 6:4, 6:3      |
| 2.  | 1975  | US Open                 | Grand Slam – Jugend | Hart  | Greer Stevens    | 6:7, 6:2, 6:2 |
| 3.  | 1976  | Wimbledon Championships | Grand Slam – Jugend | Rasen | Marise Kruger    | 6:3, 2:6, 6:1 |

### Einzel
| Turnier         | 1973 | 1974 | 1975 | 1976 | Karriere |
| --------------- | ---- | ---- | ---- | ---- | -------- |
| Australian Open | —    | —    | HF   | —    | HF       |
| French Open     | 1    | —    | —    | —    | 1        |
| Wimbledon       | —    | —    | AF   | AF   | AF       |
| US Open         | —    | —    | 2    | VF   | VF       |

Zeichenerklärung: S = Turniersieg; F, HF, VF, AF = Einzug ins Finale / Halbfinale / Viertelfinale / Achtelfinale; 1, 2, 3 = Ausscheiden in der 1. / 2. / 3. Hauptrunde; Q1, Q2, Q3 = Ausscheiden in der 1. / 2. / 3. Runde der Qualifikation; n. a. = nicht ausgetragen

### Doppel
| Turnier         | 1975 | 1976 | Karriere |
| --------------- | ---- | ---- | -------- |
| Australian Open | AF   | —    | AF       |
| French Open     | —    | —    | —        |
| Wimbledon       | —    | 1    | 1        |
| US Open         | AF   | VF   | VF       |

### Mixed
| Turnier         | 1973              | 1974              | 1975              | 1976              | Karriere |
| --------------- | ----------------- | ----------------- | ----------------- | ----------------- | -------- |
| Australian Open | nicht ausgetragen | nicht ausgetragen | nicht ausgetragen | nicht ausgetragen | —        |
| French Open     | 1                 | —                 | —                 | —                 | 1        |
| Wimbledon       | —                 | —                 | 2                 | 1                 | 2        |
| US Open         | —                 | —                 | —                 | 1                 | 1        |